# Rubén Pellejero
Rubén Pellejero est un dessinateur espagnol né le 20 décembre 1952 à Badalone en Espagne.

## Biographie
Illustrateur, il commence la bande dessinée en 1983 pour une série sur Barcelone. Collaborant principalement avec le scénariste argentin Jorge Zentner pour le compte de Casterman, il a publié deux albums chez Dupuis sur des scénarios de Denis Lapière et Frank Giroud.

## Publications françaises

### AvecJorge Zentner
- FM, Magic Strip, 1986
- Les Mémoires de Mr Griffaton, Magic Strip, 1987

- Les Aventures de Dieter Lumpen, Casterman (sauf le premier tome édité par Magic Strip)

1. Le Poignard d’Istamboul, Magic Strip, 1986
2. Ennemis communs, 1988
3. Caraïbes, 1990
4. Le Prix de charon, 1994

- Le Silence de Malka, Casterman, 1996
- Blues et autres récits en couleur, Casterman, 1999
- Tabou, Casterman, 1999[1]

- Âromm, Casterman, coll. « Un monde » :

1. Destin nomade, 2002[2]
2. Cœur de steppe, 2003

- Le Captif, Mosquito, 2002[3]
- La Flûte enchantée, d’après l’œuvre de Mozart, Theloma, 2004

### AvecDenis Lapière
- Un peu de fumée bleue…, Dupuis, 2000
- Le Tour de valse, Dupuis, 2004
- L'Impertinence d'un été, Dupuis, deux albums, 2009 et 2010

### AvecFrank Giroud
- L’Écorché, Dupuis, 2006

### AvecJuan Díaz Canales
- Corto Maltese, Casterman

1. Sous le soleil de minuit, 2015
2. Équatoria, 2017
3. Le Jour de Tarowean, 2019
4. Nocturnes berlinois, 2022

### AvecChristopher
- The long and winding road, éditions Kennes, 2016

## Prix et récompenses
- 1986 :  Prix Haxtur de la meilleure histoire courte pour Dieter Lumpen : « Les Péchés de Cupidon », dans Cairo no 43 (avec Jorge Zentner)
- 1999 : Alph-Art du meilleur album étranger et prix du jury œcuménique de la bande dessinée au festival d'Angoulême pour Le Silence de Malka (avec Jorge Zentner)[4]
- 2003 : Prix Grand Boum.